# Icon of the Seas
La Icon of the Seas è una nave da crociera della compagnia di navigazione Royal Caribbean International. Prima nave della classe Icon, con 250 800 tonnellate di stazza lorda è la nave da crociera più grande del mondo. Avrà altre due navi gemelle, nel 2025 (Star of the Seas) e nel 2026 (Legend of the Seas).
La nave è alimentata a gas naturale liquefatto (GNL), con sei motori Wärtsilä che generano 67 500 kW (90 520 CV) di potenza.
Icon of the Seas non è solo la nave da crociera più grande del mondo, ma anche una delle più tecnologicamente avanzate. Misurando 365 metri di lunghezza e 65 metri di larghezza, questa colossale imbarcazione ha una stazza lorda di 250 800 tonnellate. Con 20 ponti accessibili ai passeggeri, la nave ospita 2 805 cabine, tra cui suite di lusso e Ultimate Family Suites, in grado di accogliere fino a 7 600 passeggeri a pieno carico incluso un equipaggio di 2.300 membri . Le strutture per il tempo libero includono cinque piscine principali e dieci vasche idromassaggio. La nave è suddivisa in otto quartieri distinti, ciascuno rappresentante una destinazione unica, rendendola ideale per ogni tipo di famiglia e viaggiatore. Tra le novità, Icon of the Seas presenta sei scivoli e l'esperienza Crown’s Edge, che permette di camminare a 44 metri di altezza sull'oceano. Inoltre, dispone di sette piscine, inclusa la prima piscina a sfioro sospesa sul mare. 

## Storia
Nell'ottobre 2016, Royal Caribbean e Meyer Turku annunciarono un ordine per la costruzione di due navi con il nome "Icon". Le navi sarebbero dovute essere consegnate nel terzo trimestre del 2023 e nel 2025.
Il 19 giugno 2023 la Icon of the Seas salpò per la prima delle sue prove in mare, tornando al cantiere navale Meyer Turku il 22 giugno.
Il battesimo ufficiale è avvenuto il 23 gennaio 2024 a Miami, in Florida, alla presenza del padrino Lionel Messi, mentre la prima crociera è iniziata il 27 gennaio.
Dall'agosto 2025 il primato di nave da crociera più grande del mondo appartiene alla nave gemella Star of the Seas, leggermente più pesante rispetto alla capoclasse. Come la gemella, offrirà itinerari nei Caraibi ma in partenza da Port Canaveral, in Florida